# مرض جلدي هالوجيني
الأمراض الجلدية الهالوجينية (بالإنجليزية: Halogenodermas) هي مجموعة من الطفوح الجلدية الناتجة عن التعرض لأدوية أو مواد تحتوي على أحد الهالوجينات. قد تستمر هذه الحالات لمدة عدة أسابيع بعد التوقف عن استعمال الدواء، ويعود ذلك لمعدل الطرح البطيء لليوديدات والبروميدات.

## العلاج
تتضمن الأدوية المستخدمة في علاج الأمراض الجلدية الهالوجينية كورتيكوستيرويدات موضعية أو جهازية ومدرات وسيكلوسبورين.